# Gudrun Mende
Gudrun Mende (* 14. November 1955 in Düsseldorf) ist eine deutsche Lebensraumgestalterin nach Feng Shui, Sachbuchautorin sowie Synchron- und Hörbuchsprecherin.

## Leben und Werk
Nach dem Abitur studierte Mende Pädagogik und Germanistik in Düsseldorf und Paris und schloss das Studium 1979 mit dem Staatsexamen ab. 1980 nahm sie eine Lehrtätigkeit in der Erwachsenenbildung auf. Von 1990 bis 1992 ließ sie sich bei Jorgos Canakakis zur Trauerbegleiterin ausbilden. Zwischen 1992 und 1996 studierte sie bei nationalen und internationalen Feng Shui Lehrern, wie dem Architekten Howard Choy, Australien, William Spear, USA, Grandmaster Yap Cheng Hai, Malaysia, Marc Häberlin, Schweiz, Johann Bauer, Gartenbaumeister, Italien, um die Ausbildung 1996 bei Grandmaster Yes T.Y.Lim  abzuschließen. Weiterbildungen bei den deutschen Farbexperten  Markus Schlegel, HAWK, Hildesheim und  Axel Venn, HAWK Hildesheim, folgten.
Seit 1997 arbeitet Gudrun Mende für öffentliche und private Auftraggeber und gestaltete  Lebensräume in Deutschland, Österreich, Schweiz, Luxembourg, USA (Californien). Der Schwerpunkt ihrer Arbeit liegt in der Entwicklung von Farb- und Materialkonzepten in enger Abstimmung mit den Auftraggebern und Vertretern der einzelnen Gewerke. Zudem gestaltet sie Gärten.
2004 veröffentlichte der Callwey-Verlag ihr Buch: Farbe und Feng Shui, 2008 folgte  Feng Shui-Wenn Räume lächeln.
Gudrun Mende lebt in Köln und hat vier  Kinder.

## Synchronsprechen
2018 begann  Mende als Quer-Einsteigerin eine Sprechertätigkeit. Entdeckt durch Til Schweiger wurde sie noch von dem Synchronregisseur Björn Schalla in dem Marvel-Studios-Film “Black Panther” in der Rolle der Museumsdirektorin (gespielt von Francesca Faridany) besetzt.
Es folgte ihre erste Besetzung in dem Kinderhörbuch (“Unser Wald”, Simon Kamphans, headroom). Sie trat außerdem bei zwei Radiosendungen im WDR 2 (Sonntagsfragen 2004) und WDR 5 (Tischgespräche 2008; beide Moderationen Gisela Steinhauer) auf.